# Kugler (cratera)

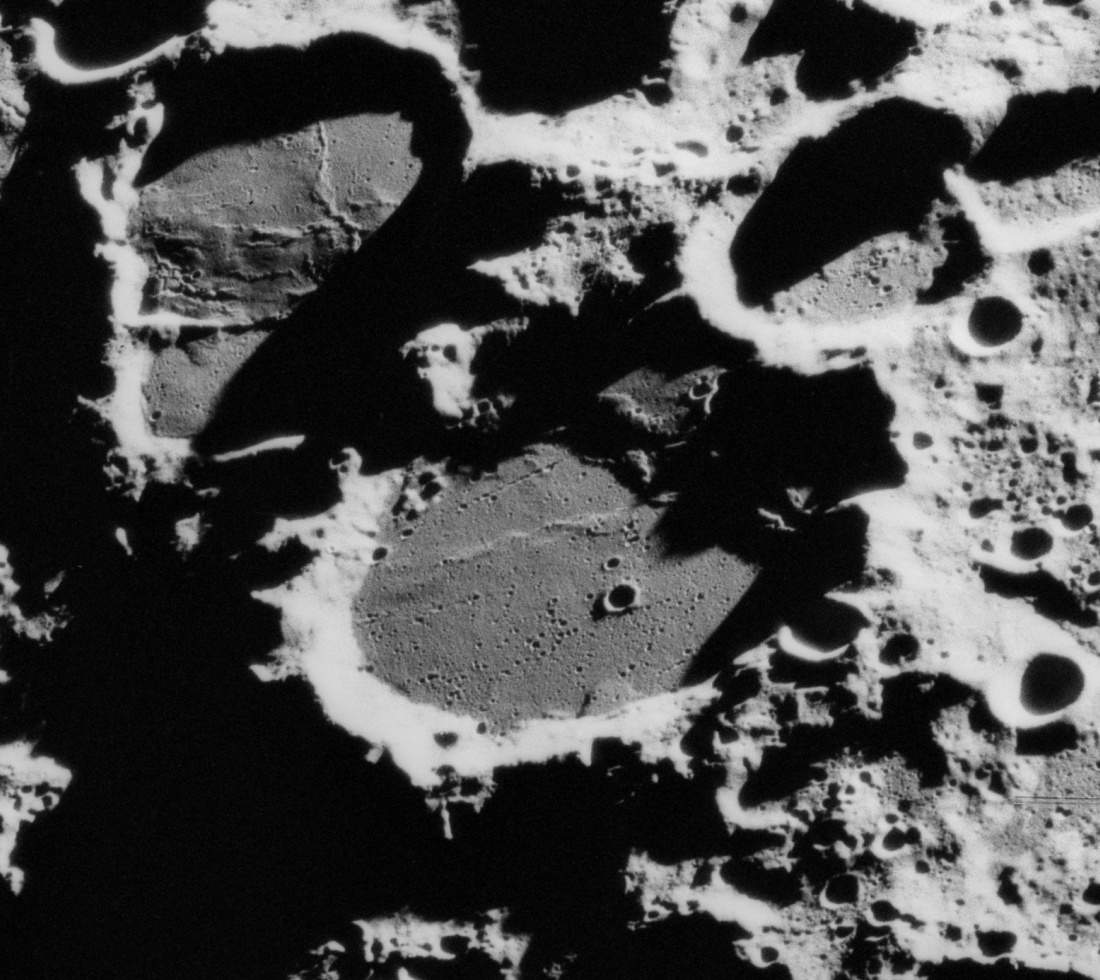
Vista da Apollo 15, com Kugler U na parte superior direita e Kugler N na parte superior esquerda.

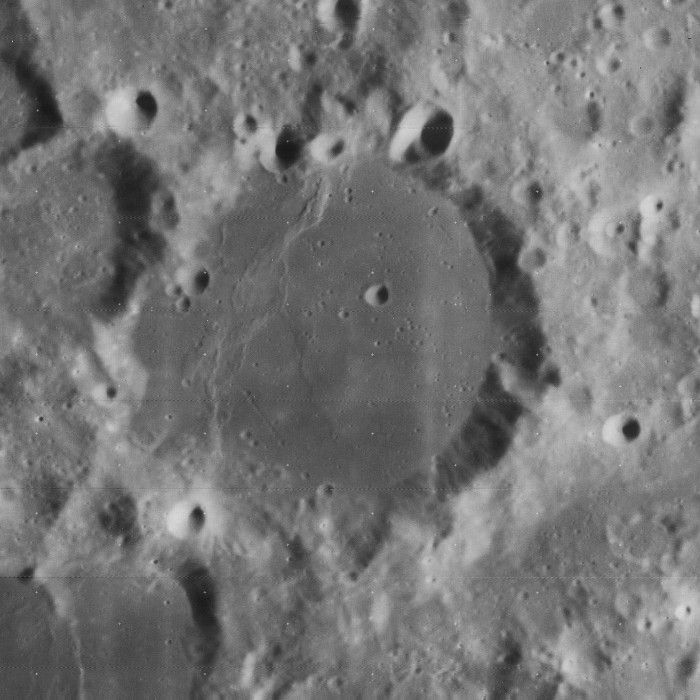
Imagem do Orbiter Lunar 4

Kugler é uma cratera de impacto lunar que se encontra no hemisfério sul do outro lado da Lua .  Ele está localizado logo depois do limiar sudeste da superfície da Lua, na proximidade da zona de libração que é ocasionalmente trazida à vista.  A cratera fica no ponto médio entre as crateras Anuchin ao norte-noroeste e Priestley ao sul-sudeste.
No passado, o piso desta cratera foi inundado por lava basáltica , deixando uma superfície escura ( albedo baixo) que é plana e quase sem características, exceto por uma crista de rugas que atravessa a cratera. A borda remanescente é baixa e fortemente desgastada, com vários recortes de crateras antigas ao longo da borda.  Anexado à borda ocidental está o menor Kugler U, uma antiga e desgastada formação.  Ao sul, está a formação de duas crateras Kugler N, que também foi inundada por lava.

## Crateras satélites
Por convenção, essas características são identificadas nos mapas lunares, colocando a letra ao lado do ponto médio da cratera, o mais próximo do Kugler.
| Kugler | Latitude | Longitude | Diâmetro |
| ------ | -------- | --------- | -------- |
| N      | 56,3 ° S | 102,8 ° E | 42 km    |
| R      | 55,5 ° S | 98,6 ° E  | 13 km    |
| U      | 54,0 ° S | 101,5 ° E | 37 km    |